# Apollon Nikolajewitsch Mokrizki

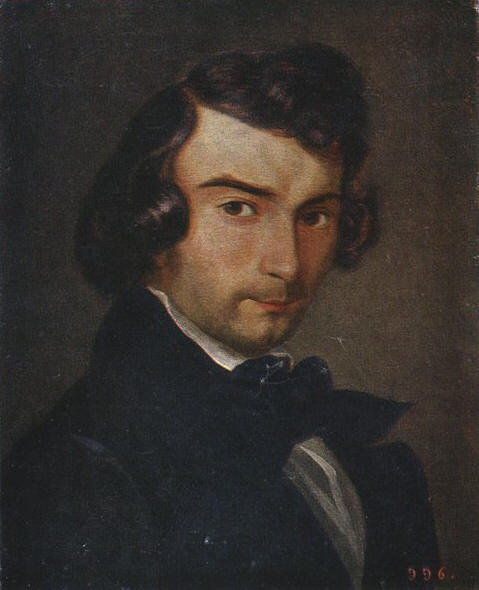
Selbstporträt Apollon Mokrizki, 1830er Jahre

Apollon Nikolajewitsch Mokrizki (russisch Аполлон Николаевич Мокрицкий, ukrainisch Аполлон Миколайович Мокрицький Apollon Mykolajowytsch Mokryzkyj; * 31. Julijul. / 12. August 1810greg. in Pyrjatyn, Gouvernement Poltawa, Russisches Kaiserreich; † 24. Februarjul. / 8. März 1870greg. in Moskau, Russisches Kaiserreich) war ein  russisch-ukrainischer Porträt- und Landschaftsmaler.

## Leben
Apollon Mokrizki kam in Pyrjatyn, einer Kleinstadt in der heute ukrainischen Oblast Poltawa, zur Welt.
Er studierte Malerei am Gymnasium in Nischyn bei Kapiton Stepanowitsch Pawlow (Капитон Степанович Павлов, 1792–1852)
1830 ging er nach Sankt Petersburg und studierte dort ab September 1831 an der Kaiserlichen Kunstakademie unter anderem bei Alexei Wenezianow und Karl Brjullow.
An der Sankt Petersburger Kunstakademie freundete er sich mit Taras Schewtschenko an und beteiligte sich 1838 aktiv an dessen Freikauf aus der Leibeigenschaft.
Von 1840 an arbeitete Mokrizki zunächst in der Ukraine und ging 1841 nach Italien. Von 1849 an war er Professor an der Moskauer Hochschule für Malerei, Bildhauerei und Architektur. Zu seinen Schüler zählen unter anderem Konstantin Makowski, Wassili Perow, Illarion Prjanischnikow und Iwan Schischkin. Er starb 59-jährig in Moskau an einer Lungenentzündung.

## Werk
Seine Gemälde befinden sich heute in privaten Sammlungen und namhaften Museen – unter anderem im Nationalen Taras-Schewtschenko-Museum und im Nationalen Kunstmuseum der Ukraine in Kiew, im Russischen Museum in Sankt Petersburg und weiteren Kunstmuseen der Russischen Föderation.

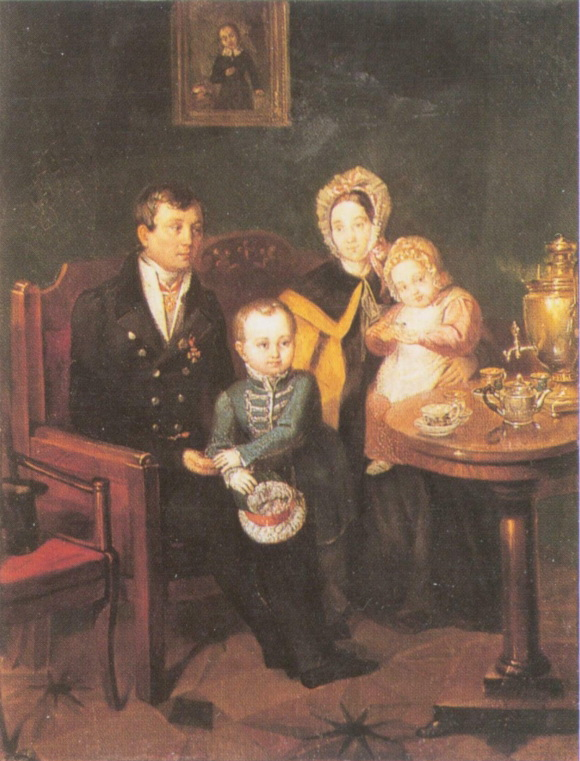
Familienbild Mokrizki, 1837; Russisches Museum, Sankt Petersburg
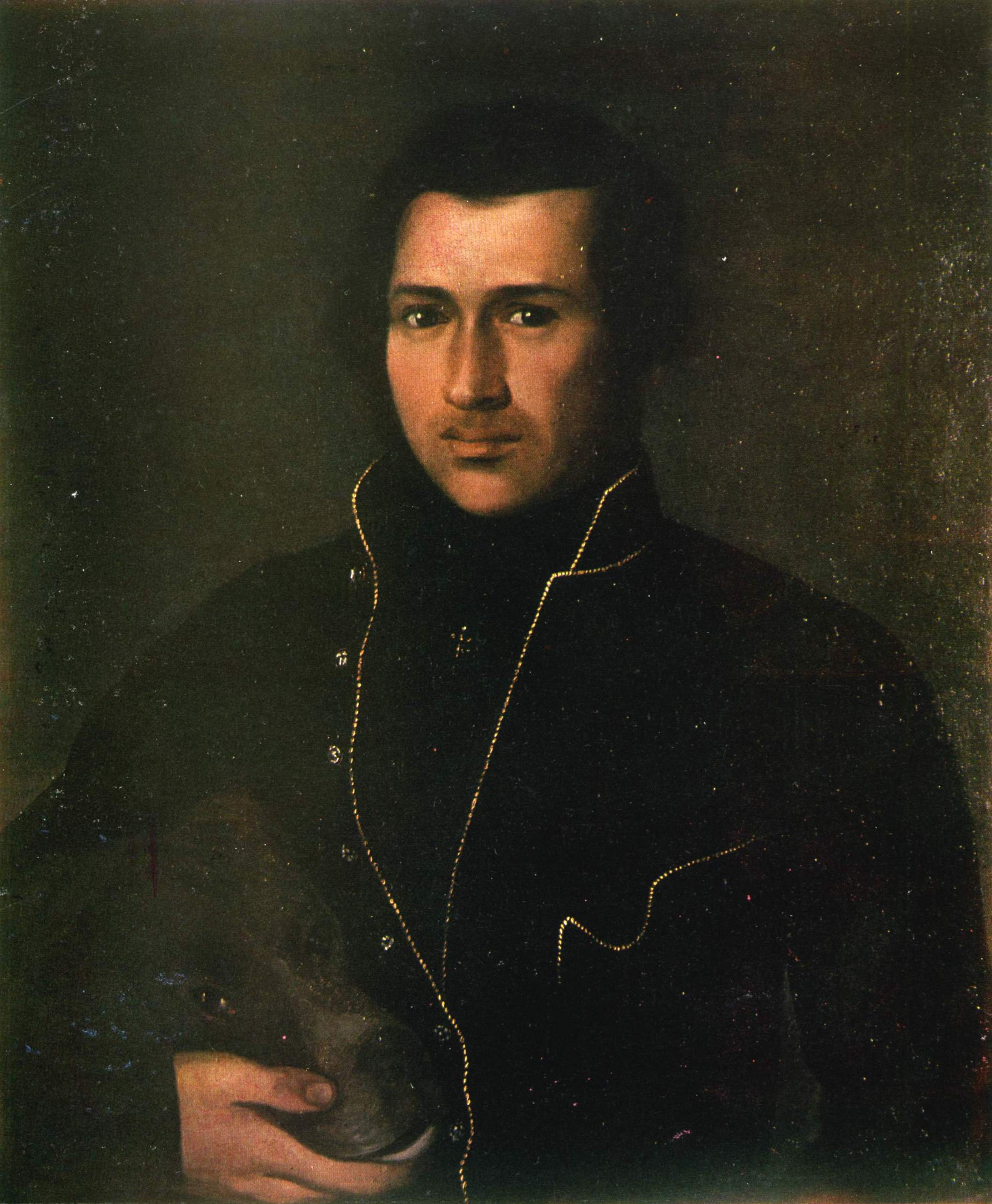
Porträt Jewhen Hrebinka, 1833; Nationales Taras-Schewtschenko-Museum
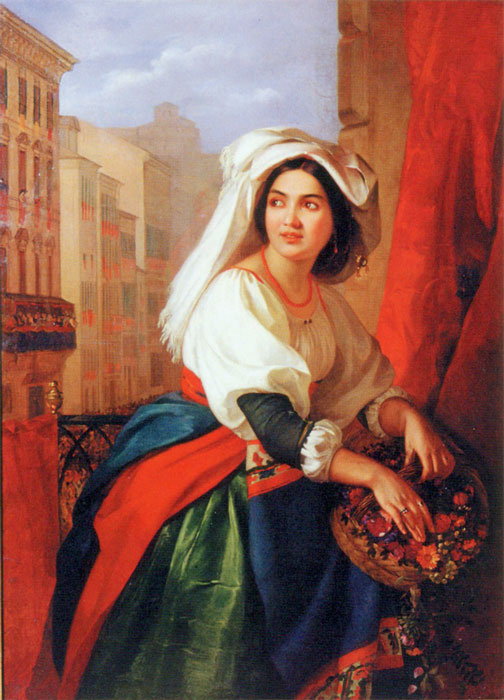
„Das Mädchen im Karneval“, 1840er-Jahre; Kunstmuseum Taganrog
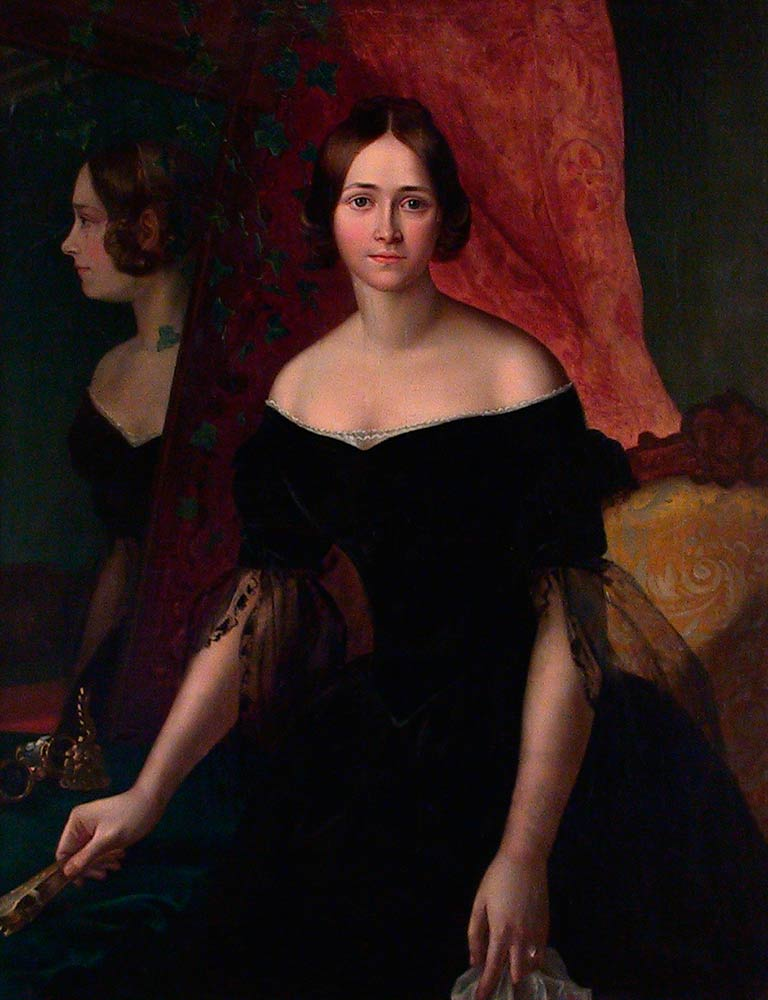
Frauenporträt, 1841; Kunstmuseum Kaluga
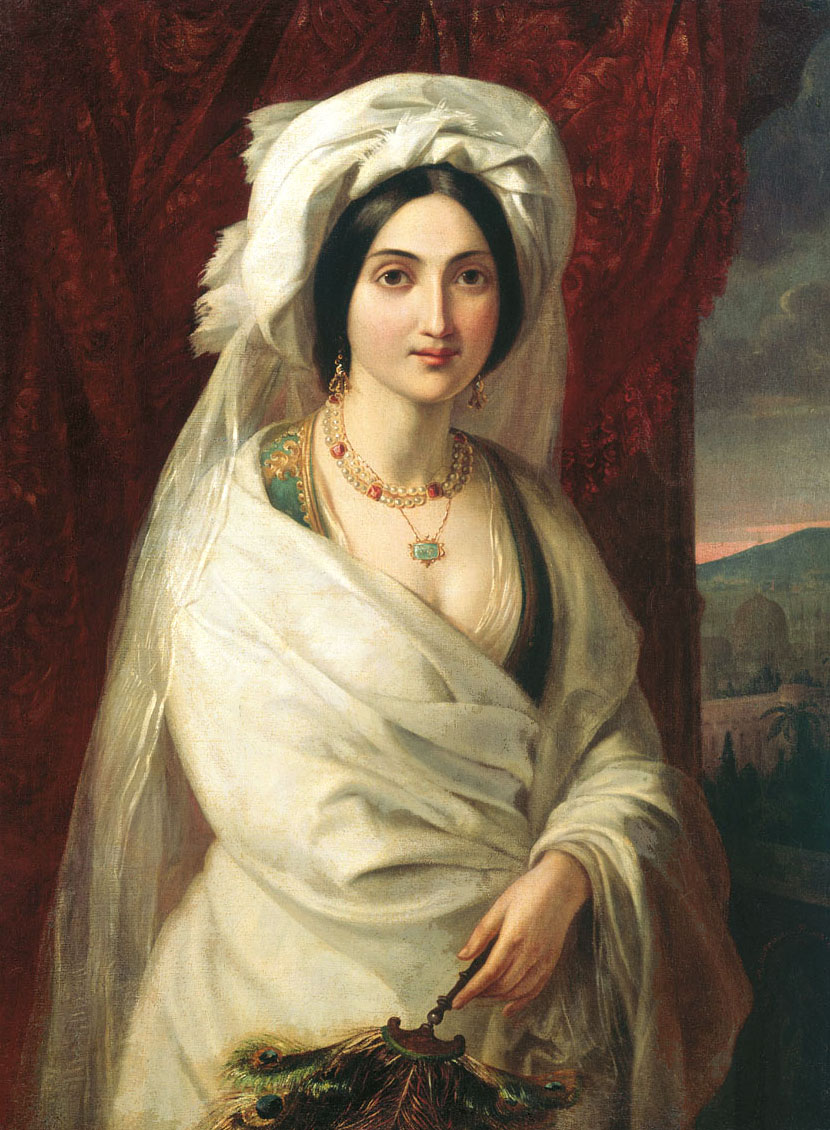
Frauenporträt, 1842
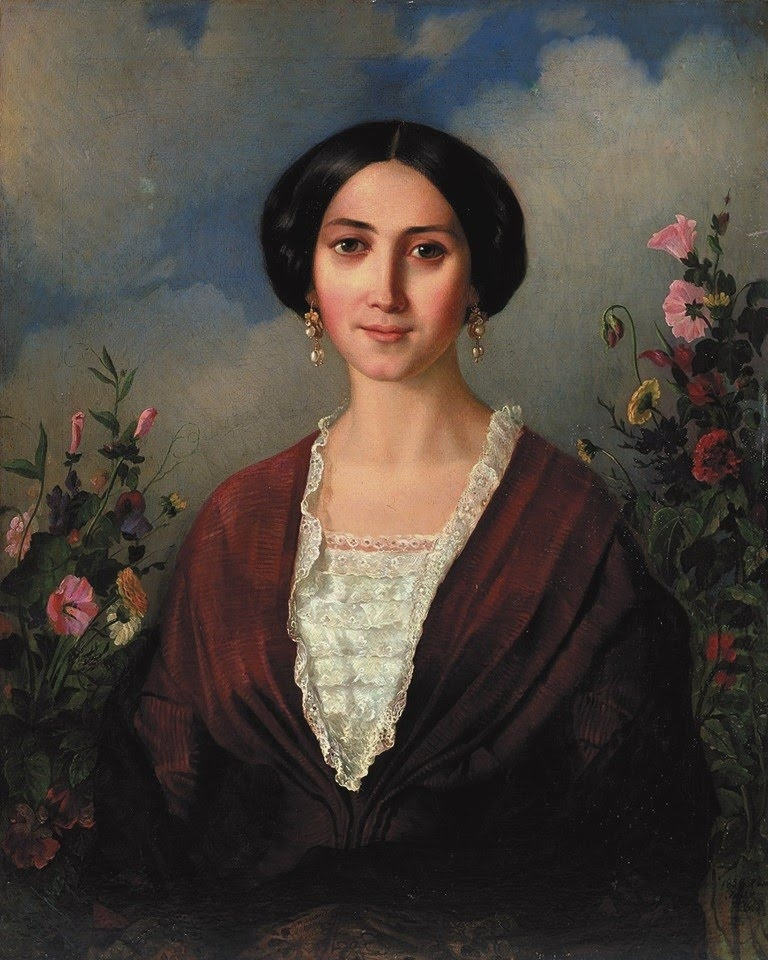
Frauenporträt, 1853; Nationales Kunstmuseum der Ukraine